# Pajas Blancas (Montevideo)
Pajas Blancas es un balneario del suroeste del departamento de Montevideo, Uruguay.

## Localización

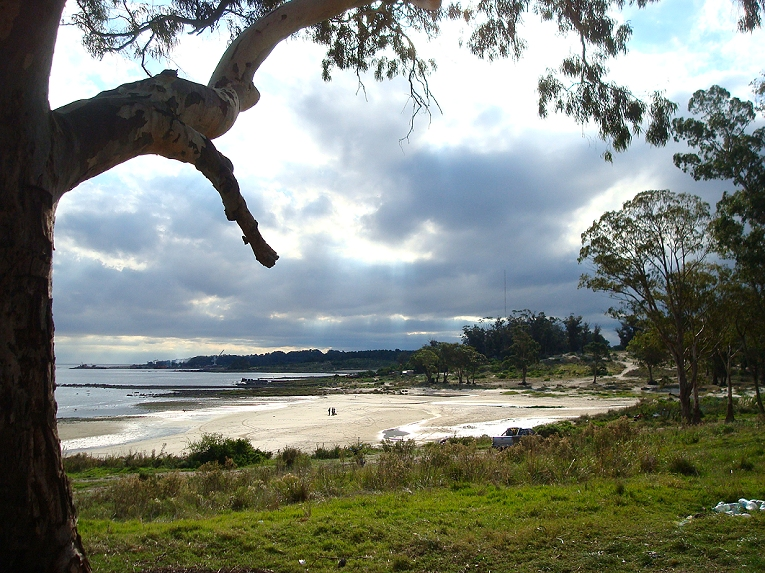
Imagen de la Playa Zabala.

Se encuentra en la costa del Río de la Plata, al oeste del cerro de Montevideo y al noroeste de Punta Yeguas.

## Historia
El lugar tomó su nombre de los junquillos blanquecinos fijadores de dunas y las abundantes pajas bravas de la zona. La denominación fue dada por la familia francesa Lernou, propietaria de esos arenales hasta principios del siglo XX.
El antiguo balneario fue forestado y se desarrolló en torno a las primeras instalaciones fabriles, y tomó impulso definitivo desde la construcción del hotel en la década de 1920. El destacado edificio con salones de fiesta y 10 habitaciones se convirtió en centro turístico y de recreación de la sociedad montevideana y argentina, que lo frecuentaba en la temporada estival.
Devino después en lugar de reuniones y eventos privados, concentraciones deportivas, sede provisoria de institutos de enseñanza y -en estado de abandono- alojó ocupantes ilegales.

### Sismicidad
La región responde a la «falla de Punta del Este», con sismicidad baja; y su última expresión se produjo el 5 de junio de 1888 (136 años), a las 3.20 UTC-3, con una magnitud de 5,5 en la escala de Richter. (Terremoto del Río de la Plata de 1888).

## Lugares de interés
A la entrada de Pajas Blancas se conservan con los ornamentos del gran portón que señalaba el punto de ingreso al parque y la zona costera. En el otro extremo se encuentra la playa, bordeada ahora por una rambla de 300 m, el club de pescadores y el camping junto a la playa Zabala. La afluencia de visitantes se incrementó en las últimas temporadas estivales debido a mejores coberturas de seguridad y locomoción.
En Pajas Blancas funciona un centro de pescadores artesanales, la planta de elaboración y embotellado de agua mineral y refrescos Sirte, un dique de barcos pesqueros, una fábrica de ladrillos y varias bodegas en zonas cercanas. La actividad de pescadores artesanales está organizada en una zona de la playa de Pajas Blancas. Existen proyectos para definir un área de trabajo con mejores condiciones que las actuales y un puerto pesquero adecuado.

## Líneas que llegan
- Línea 133 (Montevideo)

- Línea 495 (Montevideo)

- Línea L1 (Montevideo)

- Línea L15 (Montevideo)

- Línea L16 (Montevideo)

- Línea L19 (Montevideo)